# 楊翱
楊翺（1480年—？），字雲鳳，應天府江寧縣人，民籍，明朝政治人物。

## 生平
弘治十七年（1504年）甲子科應天府鄉試第十二名舉人。正德十二年（1517年）中式丁丑科會試第二百七十三名，登第三甲第十八名進士。大理寺观政，授弋阳县知县，升饶州府同知，擢吉王府長史，卒于官。

## 家族
曾祖楊德芳；祖父楊春；父楊正，曾任教諭。嫡母陳氏、周氏；生母張氏。永感下。弟杨翔。